# Gnaphosa borea
Gnaphosa borea är en spindelart som beskrevs av Kulczynski 1908. Gnaphosa borea ingår i släktet Gnaphosa och familjen plattbuksspindlar. Inga underarter finns listade i Catalogue of Life.